# ドミニカ共和国の世界遺産
ドミニカ共和国の世界遺産 （ドミニカきょうわこくのせかいいさん）はユネスコの世界遺産に登録されているドミニカ共和国国内の文化・自然遺産。
※この項目はウィキプロジェクト 世界遺産に準じて作成されています

## 文化遺産
- サントドミンゴの植民都市 - （1990年）

## 自然遺産
なし

## 複合遺産
なし